# This Is Me... Then
This Is Me... Then (Tiếng Việt: Đây là tôi...Lúc đó) là album phòng thu thứ ba của nữ ca sĩ người Mỹ Jennifer Lopez được phát hành vào ngày 19 tháng 11 năm 2002 bởi hãng Epic Records. Album mở màn với vị trí thứ 6 tại Mĩ với 314.000 bản được bán ra trong tuần đầu tiên,, sau đó nằm trong số top 20 trong vòng 12 tuần và nằm trên bảng xếp hạng trong 37 tuần. Album này bán được 2,5 triệu bản tại Mỹ và hơn 6 triệu bản được bán ra toàn thế giới.
Album gồm 4 đĩa đơn quảng bá là: ca khúc hip-hop hợp tác cùng Styles P và Jadakiss, "Jenny from the Block"; đứng đầu bảng xếp hạng Billboard Hot 100 tại Mĩ là ca khúc "All I Have" (cùng LL Cool J), ca khúc mang hơi hướng nhạc soul, "I'm Glad" và "Baby I Love U!". Lopez đã trình diễn lại ca khúc You Belong to Me của Carly Simon cho bản phát hành tại Brazil, đồng thời cũng xuất hiện trong chương trình truyền hình Mulheres Apaixonadas của cùng quốc gia, bài hát "The One" đồng thời được phát hành trên các đài radio và đứng thư 41 trên bảng xếp hạng Romanian Top 100 của châu Âu giữa tháng 5 năm 2003—và Brazil.
Ca khúc "Dear Ben" được đưa vào bài hát với mục đích dành tặng cho vị hôn phu của cô (khi đó) và nay trở thành chồng cũ, diễn viên Ben Affleck.

## Thông tin bên lề
Trong album thứ hai "J.Lo", Jennifer chuyển sang giai điệu hip-hop đường phố và hip-hop sang trọng. Còn trong album này, Lopez vẫn tiếp tục áp dụng cho album, thể hiện rõ ở ca khúc đầu tiên "Jenny from the Block." Trong ca khúc, cô miêu tả việc cô lớn lên tại Bronx, New York rồi nay trở thành một ngôi sao nổi tiếng: "I used to have a little/ Now I have a lot," ("Xưa kia tôi rất nghèo/Giờ tôi có đống tiền") và sau đó cô hát "Don't be fooled by the rocks that I got/ I'm still Jenny from the block." ("Đừng bị đánh lừa bởi thành công tôi có/Tôi vẫn chỉ là con Jenny từ xóm nghèo kia"). Ngoài ra, cô còn thu âm hai bài hát dành tặng cho vị hôn thê của cô, diễn viên Ben Affleck là bài You Belong to Me và một bài hát mang tên "Dear Ben" (Gửi Ben) với lời nhạc: "You'll always be my lust, my love, my man, my child, my friend and my king". ("Anh sẽ mãi là khao khát, mãi là tình yêu, là người đàn ông, là đứa bé, là người bạn và mãi là ông hoàng của em")

## Đánh giá chuyên môn
| Đánh giá chuyên môn  | Đánh giá chuyên môn |
| Nguồn đánh giá       | Nguồn đánh giá      |
| Nguồn                | Đánh giá            |
| -------------------- | ------------------- |
| Allmusic             | [ 7 ]               |
| Billboard            | (tích cực)          |
| Dot Music            | (tích cực)          |
| Entertainment Weekly | (B)                 |
| Rolling Stone        | [ 11 ]              |
| Slant                | [ 12 ]              |
| The Village Voice    | (tiêu cực)          |
| Yahoo! Music UK      | [ 14 ]              |

Metacritic đã cho album 50/100 điểm dựa trên 9 bài trên 52 bài đánh giá với nhiều ý kiến trái ngược khác nhau. Stephen Thomas Erlewine từ Allmusic cho album 4/5 sao nói rằng "Tôi cảm thấy nó thật gợi cảm, thời trang và rất vui nhộn, có rất nhiều bài hát nổi bật và nhiều cảm xúc lẫn lộn". Billboard đã cho album một đánh giá tích cực, cho rằng "Kể cả những người phản đối Lopez đều phải yêu album này khi cô đã dũng cảm tiết lộ hai con người của mình, một mặt thuộc về trình diên còn mặt kia thuộc về con người thật của cô". Ngược lại, Rolling Stone chỉ cho album vỏn vẹn 2/5 sao, cho rằng "Khá nhiều ca khúc giọng quá cao không hề hợp với Lopez, nhà sản xuất quả rẻ mạc, và họ đã đánh mất sức mạnh đường phố của cô trong album này." Jon Caramanica từ The Village Voice đã cho một đánh giá tiêu cực, cho rằng cô đã "đề cập nhiều vấn đề quá giống với những album trước của cô: nổi tiếng và nghĩa vụ". Sal Cinquemani từ Slant Magazine cho album một đánh giá tích cực khi cho rằng "Còn hơn cả bản hip-hop kết hợp với Murder Inc., Jennifer Lopez đã làm mọi người thật bất ngờ với sự kết hợp của R&B và nhạc trẻ cho album phòng thu thứ ba của mình". James Poletti từ Yahoo! Music đồng thời cũng cho một nhận xét tích cực khi đánh giá album 7/10 sao và có một vài lời khen ngợi giọng hát của cô khá nổi bật trong album này.

## Danh sách ca khúc
| STT | Nhan đề                                          | Sáng tác | Sản xuất                                           | Thời lượng |
| --- | ------------------------------------------------ | --- | -------------------------------------------------- | ---------- |
| 1.  | "Still"                                          | Jennifer Lopez, Rich Shelton, Kevin Veney, Loren Hill, Leonard Huggins, LeRoy Bell, Casey James                                                                  | Rich Shelton, Kevin Veney, Loren Hill, Cory Rooney | 3:41       |
| 2.  | "Loving You"                                     | Troy Oliver, Rooney, James Mtume, Michael Garvin, Tom Shapiro | Troy Oliver, Cory Rooney                           | 3:45       |
| 3.  | "I'm Glad"                                       | Lopez, Oliver, Rooney, Andre Deyo, Jesse Weaver, Jr. | Troy Oliver, Cory Rooney                           | 3:42       |
| 4.  | "The One"                                        | Lopez, Rooney, Linda Creed, Davy Deluge, Thom Bell | Cory Rooney, Davy Deluge, Dan Shea                 | 3:36       |
| 5.  | "Dear Ben"                                       | Lopez, Rooney, Bernard Edwards Jr. | Focus..., Cory Rooney                              | 3:14       |
| 6.  | "All I Have" (cùng LL Cool J)                    | Lopez, Makeba Riddick, Curtis Richardson, Ron G, Lisa Peters, William Jeffrey                                                                                    | Cory Rooney, Ron G, Dave McPherson                 | 4:14       |
| 7.  | "Jenny from the Block" (cùng Styles và Jadakiss) | Lopez, Oliver, Deyo, Samuel Barnes, Jean-Claude Olivier, José Fernando Arbex Miró, Lawrence Parker, Scott Sterling, Michael Oliver, David Styles, Jason Phillips | Troy Oliver, Cory, Rooney, Poke and Tone           | 3:08       |
| 8.  | "Again"                                          | Lopez, Rooney, Oliver, Reggie Hamlet | Troy Oliver, Reggie Hamlet, Cory Rooney            | 5:47       |
| 9.  | "You Belong to Me"                               | Carly Simon, Michael McDonald | Cory Rooney, Dan Shea                              | 3:30       |
| 10. | "I've Been Thinkin'"                             | Lopez, Rooney, Shea | Cory Rooney, Dan Shea                              | 4:42       |
| 11. | "Baby I Love U!"                                 | Lopez, Rooney, Shea, John Barry | Cory Rooney, Dan Shea                              | 4:29       |
| 12. | "The One (Bản 2)"                                | Lopez, Rooney, Creed, Deluge, Bell | Cory Rooney, Davy Deluge, Dan Shea                 | 3:32       |

- Danh sách ca khúc và ê-kíp thực hiện có mặt trong sách giới thiệu của album.[21]
- "Still" — có nội dung của Teddy Pendergrass' "Set Me Free" (LeRoy Bell, Casey James)
- "Loving You" — có nội dung của sample "Juicy Fruit" (James Mtume) và "Never Give Up on a Good Thing" (Michael Garvin, Tom C. Shapiro)
- "I'm Glad" — Có nội dung của "P.S.K. What Does It Mean?" (J.B. Weaver, Jr.)
- "The One" — Có nội dung của "You Are Everything" (Thom Bell, Linda Creed)
- "All I Have" — Có nội dung của "Very Special" (Lisa Peters, William Jeffrey)
- "Jenny from the Block" — Có nội dung của "Hi-Jack" (Fernando Arbex), và "South Bronx" (Lawrence Parker, Scott Sterling), và "Heaven and Hell Is on Earth" (Michael Oliver)
- "Baby I Love U!" — có nội dung của "Midnight Cowboy" (John Barry)

## Xếp hạng
| Bảng xếp hạng (2002)                  | Vị trí |
| ------------------------------------- | ------ |
| Australian ARIA Albums Chart          | 14     |
| Belgian Ultratop 50 Albums (Flanders) | 6      |
| Belgian Ultratop 50 Albums (Wallonia) | 6      |
| Canadian Albums Chart                 | 5      |
| Dutch Albums Chart                    | 4      |
| European Top 100 Albums               | 3      |
| French SNEP Albums Chart              | 4      |
| German Albums Chart                   | 4      |
| Greek International Albums Chart      | 1      |
| Japanese Oricon Albums Chart          | 9      |
| Norwegian Albums Chart                | 13     |
| Swiss Albums Chart                    | 3      |
| Austrian Albums Chart                 | 7      |
| Danish Albums Chart                   | 13     |
| Finnish Albums Chart                  | 10     |
| Hungarian Mahasz Albums Chart         | 9      |
| Irish Albums Chart                    | 15     |
| Italian FIMI Albums Chart             | 11     |
| New Zealand RIANZ Albums Chart        | 19     |
| Polish Albums Chart                   | 19     |
| Portuguese Albums Chart               | 22     |
| Swedish Albums Chart                  | 7      |
| UK Albums Chart                       | 13     |
| U.S. Billboard 200                    | 2      |
| U.S. Billboard Top R&B/Hip-Hop Albums | 5      |
| U.S. Billboard Top Internet Albums    | 2      |

### Chứng nhận
| Quốc gia    | Tổ chức | Chứng nhận  | Số đĩa    |
| ----------- | ------- | ----------- | --------- |
| Úc          | ARIA    | Bạch kim    | 70,000    |
| Austria     | IFPI    | Vàng        | 15,000    |
| Belgium     | IFPI    | Vàng        | 15,000    |
| Canada      | CRIA    | 2× Bạch kim | 200,000   |
| Châu Âu     | IFPI    | Bạch kim    | 1,000,000 |
| Phần Lan    | IFPI    | Vàng        | 19,998    |
| Pháp        | SNEP    | 2× Vàng     | 320,000   |
| Đức         | IFPI    | Vàng        | 150,000   |
| Hi Lạp      | IFPI    | Vàng        | 15,000    |
| Hungary     | Mahasz  | Vàng        | 3,000     |
| Netherlands | NVPI    | Vàng        | 30,000    |
| New Zealand | RIANZ   | Vàng        | 7,500     |
| Portugal    | AFP     | Vàng        | 10,000    |
| Thụy Điển   | IFPI    | Vàng        | 20,000    |
| Thụy Sĩ     | IFPI    | Bạch kim    | 40,000    |
| Anh         | BPI     | Bạch kim    | 300,000   |
| Hoa Kỳ      | RIAA    | 2× Bạch kim | 2,500,000 |